# تيل إسبن
تيل إسبن (بالإنجليزية: TaleSpin)‏، هي لعبة فيديو إلكترونية صدرت سنة 1991م، وتعمل لعدة أنظمة ومنها نينتندو إنترتينمنت سيستم، وهي من إنتاج شركة كابكوم اليابانية المرخصة من شركة والت ديزني الأمريكية.